# Mononeuropathia multiplex
Bei der Mononeuropathia multiplex (von griechisch monos „allein“, griechisch-lateinisch „Neuropathia“ und lateinisch multiplex „vielfach“) handelt es sich in der Medizin um ein bestimmtes Verteilungsmuster einer Polyneuropathie (Multiplex-Typ).
Dabei sind mehrere Nervenstämme gleichzeitig oder zeitlich versetzt betroffen. Benachbarte Nervenstämme sind dagegen nicht oder kaum beeinträchtigt.
Eine Unterform der Mononeuropathia multiplex ist die Mononeuritis multiplex, bei der im weitesten Sinne eine Entzündungsreaktion ursächlich für die Nervenschädigung ist. Als Schwerpunktneuropathie wird die Kombination aus einer Mononeuropathia multiplex und einer distal symmetrischen Neuropathie bezeichnet.
Die Mononeuropathia multiplex ist als Symptom oder Krankheitszeichen meist Bestandteil anderer oder übergeordneter Erkrankungen. Dazu gehören
- Diabetes mellitus
- Kollagenosen (zum Beispiel Lupus erythematodes, „Mixed connective tissue disease“, rheumatoide Arthritis, Morbus Sjögren)
- Vaskulitiden (zum Beispiel Mononeuritis multiplex bei eosinophiler Granulomatose mit Polyangiitis oder Panarteriitis nodosa)
- Sarkoidose
- Amyloidose
- Tomakulöse Neuropathie
- Infektionskrankheiten (zum Beispiel Neuroborreliose, AIDS, Zytomegalie, Herpes Zoster, Hepatitis B und Hepatitis C, Lepra, Leptospirose)
- Schwere arterielle Verschlusskrankheit
- Bleivergiftung.[3][4]